# Stenomacrus laminatus
Stenomacrus laminatus är en stekelart som beskrevs av Szepligeti 1898. Stenomacrus laminatus ingår i släktet Stenomacrus och familjen brokparasitsteklar. Inga underarter finns listade i Catalogue of Life.